# Reactor S1W
El  Reactor S1W fue el primer reactor naval utilizado por la marina de los Estados Unidos para demostrar que la tecnología podía utilizarse para generación de electricidad y para propulsión nuclear marina en buques de guerra. La denominación S1W significa: 
- S = Plataforma de Submarino
- 1 = Primera generación de núcleo del reactor nuclear construido por el contratista.
- W = Westinghouse que era el diseñador contratista.

El reactor nuclear experimental con base en tierra fue construido en la Estación Nacional de Pruebas de Reactores, cerca de Arco, Idaho.  La planta fue el prototipo para el USS Nautilus (SSN-571), el primer submarino del mundo propulsado por energía nuclear.

## Diseño
Bajo la dirección de Hyman Rickover, los reactores navales siguieron una estrategia de diseño concurrente, teniendo lugar el diseño y la construcción del reactor S1W con antelación al diseño y la construcción del Nautilus.  Esto permitió que los problemas se identificasen y fueran resueltos antes de que aparecieran en la planta a bordo. Para mejorar el soporte al proceso de diseño, la planta de energía SW1 fue construida dentro del casco de un submarino. De este modo la adaptación a los espacios facilitaron a los ingenieros la obtención de información sobre algunos componentes de la planta, al tiempo que proporcionaban un ejemplo mucho más real de cómo debía construirse una planta embarcada.

## Funcionamiento
El S1W era un reactor de agua presurizada que utilizaba el agua como refrigerante y como moderador de neutrones en su sistema primario, y Uranio-235 enriquecido  como combustible nuclear.  El reactor S1W alcanzó su criticidad el 30 de marzo de 1953.  En mayo de ese año, empezó su funcionamiento de generación de energía, cumpliendo un período de 100 horas que simulaba un viaje sumergido desde la costa este de Estados Unidos hasta  Irlanda.  La prueba demostró claramente el impacto revolucionario que la propulsión nuclear tendría en los submarinos, hasta entonces muy limitada en la realización de funcionamientos continuados en inmersión por la vida de las baterías eléctricas y los requerimientos de oxígeno de los sistemas de propulsión de los motores diésel.  
De acuerdo con las autorizaciones para el Nautilus, la planta S1W se hizo funcionar para prestar asistencia a la planta de pruebas y formación de los operadores en la Escuela Naval de Energía Nuclear. El  S1W fue apagado permanentemente en 1994.